# Стратбоги, Давид, 11-й граф Атолл
Дэвид Стратбоги (1 февраля 1309 — 30 ноября 1335) — англо-шотландский магнат, 2-й барон Стратбоги с 1326 года, 11-й граф Атолл в 1335—1335 годах.

## Происхождение, наследство и права на наследство
Дэвид Стратбоги был старшим сыном Дэвида Стратбоги, 10-го графа Атолла (? — 1326), и его жены Джоан Комин. Он был крещён в церкви Святого Николая в Ньюкасле. Помимо владения в графстве Норфолк в Англии, его отец также имел право на обширные владения в Шотландии и титул графа Атолла. Однако, будучи сторонником английского короля в войне против Шотландии, его титул считался утерянным с 1314 года. После смерти своего отца в 1326 году Дэвид Стратбоги унаследовал титул 2-го барона Стратбоги. Хотя официально он всё ещё был несовершеннолетним, король Эдуард III разрешил, чтобы в июле 1327 года он передал ему своё значительное наследство в Англии и впервые пригласил его в английский парламент с приказом о вызове в 1330 году. Через свою мать он имел право на половину шотландских владений своего деда Джона Комина, лорда Баденоха . Однако, поскольку его шотландское наследство было конфисковано королём Робертом I Брюсом, Дэвид Стратбоги был причислен к так называемым лишенным наследства лицам, имевшим права на земли в Шотландии. В 1330 году он получил в наследство от своего двоюродного деда Эмера де Валенса замок Одог с соответствующими землями в Ирландии.

## Участие в качестве лишённого наследства во вторжении Эдварда Баллиола в Шотландию
В 1327 году Дэвид Стратбоги участвовал в кампании Уордейла, неудачной английской кампании против шотландской армии в Северной Англии. В конце 1328 года он поддержал неудачное восстание графа Генри Ланкастерского против режима Роджера Мортимера, в результате чего его владения были конфискованы 16 января 1329 года. Будучи близким другом молодого короля Эдуарда III, он сыграл важную роль в его перевороте в октябре 1330 года, в котором предыдущий правитель Роджер Мортимер и королева Изабелла сыграли важную роль, были свергнуты матери царя. Хотя шотландские претензии Дэвид Стратбоги официально не поддерживались английской короной, с 1331 года он вместе с Генри де Бомонтом и другими лишёнными наследства лицами поддерживал Эдварда Баллиола, который вернулся в Англию из изгнания и теперь претендует на шотландский трон. Стратбоги заложил свои имения, и летом 1332 года он со своей свитой присоединился к войску, с которым Баллиол высадился в Шотландии. Фактически, Баллиол смог взять под свой контроль часть Шотландии с помощью временно лишённых наследства, после чего он был коронован шотландским королём в сентябре 1332 года. Летом 1333 года Дэвид Стратбоги участвовал в успешной осаде Бервика, а чуть позже вместе с Эдвардом Богуном ему удалось добиться сдачи замка Лохмабен. В это время Дэвид Стратбоги и Генри Бомонт практически служили представителями английского короля. Они имели значительную долю в плане Эдварда Баллиола, который хотел передать обширные территории Южной Шотландии английской короне в 1333 году. Новый монарх Эдвард Баллиол вознаградил за услуги Стратбоги, восстановив ему титул графа Атолла и передав ему владения Роберта Стюарта, а также его должность стюарда Шотландии. Тем не менее в это время между Эдвардом Баллиолом и вождями лишённых наследства возникли споры. Во время шотландского парламента в феврале 1334 года Эдвард Баллиол, несмотря на возражения Стратбоги, Бомонта и Ричарда Тэлбота, уступил Александру Моубрею право наследования своего брата Филиппа, несмотря на то, что тот оставил трёх дочерей.

## Вторая война Шотландии за независимость
Дэвид Стратбоги всё чаще удавалось заручиться поддержкой прежних вассалов Роберта Стюарта в Западной Шотландии. После ссоры с Баллиолом из-за наследства Моубрея он переехал в Северную Шотландию, чтобы обеспечить соблюдение своих тамошних наследственных прав. Однако затем произошло полномасштабное шотландское восстание против Баллиола и английского господства. Дэвид Стратбоги был помещён в Лохабер 27 сентября 1334 года Томасом Рэндольфом, 1-м графом Мореем, который заставил его и его людей принести присягу на верность несовершеннолетнему шотландскому королю Давиду II. После этого Морей освободил барона Стратбоги, который теперь служил наместником короля Давида II Брюса в Северной Шотландии. Затем взбешённый английский король конфисковал поместья Дэвида Стратбоги в Англии и Ирландии. В шотландском лагере произошла ссора из-за владений семьи Комин. Дэвиду Стратбоги удалось привлечь младшего Стюарта на свою сторону, из-за чего между Стюартом и Мореем возникла ссора. Это не могло быть урегулировано даже парламентом в Дейрси в апреле 1335 года. Затем, когда в августе 1335 года английская армия добралась до Перта продвигаясь вперед, Дэвид Стратбоги отправил Александра и Джеффри Моубрея, Годфри Росса, Юстаса Лоррейна и Уильяма Баллока в Перт в качестве переговорщиков. Они достигли того, что не только Стратбоги, но и Роберт Стюарт могли перейти на другую сторону без репрессий. Дэвид Стратбоги сохранил должность наместника Северной Шотландии, но на этот раз от имени Эдварда Баллиола. В октябре Эдвард Баллиол назначил его хранителем Шотландии к северу от Форта. Стратбоги теперь действовал всё более безрассудно и, казалось, был полон решимости сломить сопротивление сторонников Давида II. Когда он осадил замок Килдрамми в Маре, который защищала Кристиан Брюс, сестра Давида II, Эндрю Мюррей, новый хранитель Шотландии, назначенный Давидом II, собрал войско. Когда Мюррей двинулся с этим войском на север, Дэвид Стратбоги двинулся ему навстречу в лес Калблан, чтобы сразиться с ним. Он занял оборонительную позицию к северу, но его войска были разбиты в битве при Калблане. Сражаясь с немногими верными до конца, Стратбоги пал в бою.

## Брак и потомство
Стратбоги женился на Кэтрин де Бомонт (умерла 11 ноября 1368), дочери Генри де Бомонта, 1-го барона Бомонта, и Элис Комин, де-юре 8-й графини Бьюкен. В браке родились сын и дочь:
- Давид Стратбоги (1332—1369), 3-й барон Стратбоги
- Изабель де Стратбоги (?), жена сэра Эдмунда де Корнуолла, рыцаря.

После поражения и гибели своего мужа его вдова Кэтрин была блокирована в замке Лохиндорбе шотландцами. В 1336 году английский король Эдуард III сам привёл ей на помощь армию, с которой она вернулась в Англию.